# Denis Salati
Denis Salati (Pergine Valsugana, 9 dicembre 1973) è un ex arbitro di calcio ed ex dirigente arbitrale italiano, attualmente Team Manager calcistico.

## Carriera
Vive a Pergine Valsugana e apparteneva alla sezione arbitri di Trento.
Ha fatto parte dell'organico della Commissione Arbitri Nazionale (CAN) per due stagioni (dal 2006 al 2008), secondo arbitro della regione Trentino-Alto Adige a raggiungere questo traguardo, dopo l'arbitro della sezione di Merano Livio Bazzoli.
Durante la partita Empoli-Catania, giocata il 7 maggio 2007 e per la quale era stato designato come quarto uomo, ha visto da 40 metri un fallo appena fuori dall'area di rigore, aiutando così via auricolare il suo collega Oscar Girardi ad assegnare la punizione dal limite, mentre in un primo momento l'arbitro aveva erroneamente decretato il calcio di rigore.
Ha esordito in serie A allo stadio Friuli di Udine in Udinese-Palermo il 27 maggio 2007. Questa è stata la sua prima e ultima apparizione nella massima serie.
Vanta anche la partecipazione, assieme al collega Antonio Damato, al torneo internazionale per club “Manchester Cup 2005”, organizzato dalla Nike e dal Manchester United, svoltosi ad Hong Kong nel luglio 2005.
Il 17 gennaio 2008, fa il suo esordio anche in Coppa Italia nella partita Inter-Reggina, disputatasi a Milano allo stadio San Siro.
Il 4 luglio 2008 è stato dismesso dall'organico CAN per normale avvicendamento (assieme a, tra gli altri, Francesco Squillace), e pochi giorni più tardi è stato nominato alla presidenza del Comitato Regionale Arbitri del Trentino-Alto Adige.
Il 24 luglio 2009 è stato riconfermato alla guida del Comitato Regionale Arbitri del Trentino-Alto Adige per la stagione sportiva 2009/10.
L'8 luglio 2010 è stato sostituito alla presidenza del Comitato Regionale Arbitri del Trentino-Alto Adige.
Dal 2015 svolge il ruolo di team manager del Levico Terme Calcio.